# Frippertronics
Frippertronics è un termine coniato dal chitarrista Robert Fripp per indicare, a partire dal 1978, l'applicazione e lo sviluppo di una tecnica di generazione di suoni da lui ottenuta attraverso una chitarra elettrica collegata a due registratori a bobina Revox A77.
Fripp riconobbe sempre che detta tecnica era stata già sviluppata indipendentemente da altri musicisti e non ne se ne attribuì mai la paternità, limitandosi ad applicarla al proprio strumento e ad utilizzarla nell'ambito di un più ampio progetto di esplorazione dell'industria discografica e delle dinamiche interne alla performance da lui intrapreso tra il 1978 e il 1981.

## Tecnica di base

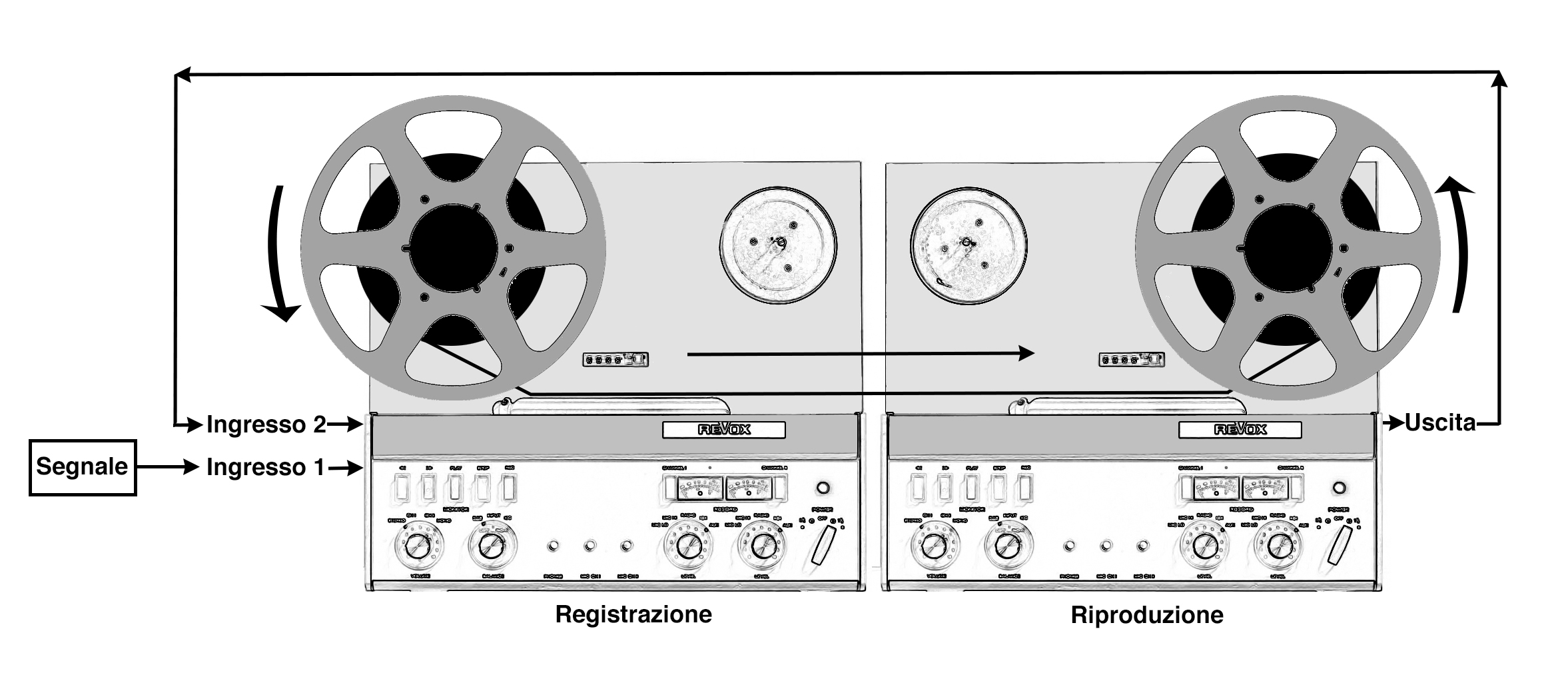
Schema di funzionamento delle Frippertronics.

La tecnica alla base dei Frippertronics fu ideata da Terry Riley, che la chiamò time-lag accumulator e la impiegò per la prima volta nel brano Dorian Reeds sull'album Reed Streams del 1967. È riassumibile come segue: il segnale audio (nel caso di Fripp, note suonate sulla chitarra elettrica) è inviato a un registratore a bobina, che lo incide una prima volta; il nastro, anziché avvolgersi sulla seconda bobina come avviene normalmente, passa sulla testina di riproduzione di un altro registratore, che lo legge e rimanda il segnale al primo, lievemente attenuato nel volume e con un ritardo che dipende dalla distanza fisica fra i due apparecchi; il primo registratore incide quindi nuovamente il segnale, assieme a nuove note eseguite nel frattempo, in una sorta di reiterata sovraincisione.
L'effetto all'ascolto è che ogni singola nota o frase si ripete diverse volte a distanza di qualche secondo, come in una eco molto lenta, e che note o frasi successive si sommano alle precedenti creando vari "strati” sonori nei quali, a ogni ripetizione, le esecuzioni vecchie perdono leggermente di volume e definizione rispetto alle nuove e il cui ritmo complessivo è scandito esclusivamente dall'intervallo di tempo in cui il segnale passa ciclicamente da un apparecchio all'altro.
Come affermato dallo stesso Fripp, fu Brian Eno a presentargli la tecnica l'8 settembre 1972: la prima registrazione in assoluto da lui effettuata quel giorno con tale approccio divenne il lato A del disco di Fripp & Eno (No Pussyfooting) del 1973. Altri brani realizzati dai due nel medesimo modo comparvero sul loro album Evening Star del 1975. Fripp coniò il termine Frippertronics soltanto nel 1977-78 allorché pianificò una serie di concerti da tenere da solo con chitarra, effetti a pedale e i due registratori a bobina.

## Sviluppo e applicazione

### Le tournée diFrippertronics
La prima performance pubblica di Frippertronics avvenne nel febbraio del 1978. Tali performance vengono definite da Fripp «un tentativo di promuovere il contatto umano sul luogo della performance». Fripp aveva sciolto il suo gruppo King Crimson nel 1974 proprio per il deterioramento del contatto umano tra musicisti e pubblico, dovuto secondo lui a tre fattori:
1. Il progressivo aumento delle dimensioni dei concerti;
2. l'accettazione diffusa dell'idea di musica rock come intrattenimento;
3. la relazione vampiresca tra pubblico e performer.[1]

Fripp pensò quindi di invertire questa tendenza limitando la dimensione dei concerti di Frippertronics a un uditorio tra le 10 e le 250 persone, invitando il pubblico a un ascolto attivo che lo responsabilizzava al pari del musicista e tenendo i concerti in luoghi come ristoranti, uffici, negozi di dischi, piccoli cinema, circoli culturali, ecc. Anche il suo atteggiamento in tali esibizioni era volto a spezzare la relazione vampiresca col pubblico, riservandosi il diritto di deludere le aspettative, di annoiare e di prendersi i suoi tempi.
Le performance di Frippertronics erano, per scelta, ogni volta improvvisate e pertanto sempre diverse l'una dall'altra. Ogni esecuzione, per propria natura, rimaneva su nastro; tuttavia il chitarrista, una volta generato un "tappeto" di note sufficienti, lo utilizzava come base per degli assolo, i quali al contrario non venivano mai registrati. Nelle sue parole: «Nella situazione appropriata, con un ascolto attivo e abbandonando i tentativi di imprigionare l'evento su nastro o pellicola, qualcosa di notevole può accadere». Fripp offrì una dimostrazione di quest'ultimo procedimento anche in televisione, il 5 ottobre 1979, all'interno del programma Midnight Special della NBC.

### Frippertronicssu disco
Per ciò che riguarda l'uso su disco, Fripp distingue tra Frippertronics «pure» ed «applicate»: "pure" quando utilizzate da sole, "applicate" quando utilizzate assieme ad altri strumenti, come parte dell'arrangiamento. Nell'album God Save the Queen/Under Heavy Manners (1980), ad esempio, il lato A (God save the Queen) contiene Frippertronics "pure", mentre sul lato B (Under Heavy Manners) esse fanno da base a brani dance rock eseguiti con l'accompagnamento di basso elettrico, chitarra e batteria.
Altro esempio di Frippertronics "pure" è costituito dall'album Let the Power Fall del 1981, il cui sottotitolo è appunto An Album of Frippertronics. Nelle note di copertina, i concetti già espressi in precedenza vengono ribaditi ed approfonditi da Fripp in 21 punti che rappresentano la sua visione e la sua metodologia per arrivare ad un cambiamento in meglio nello stato delle cose. Lo sforzo "politico" viene visto come inefficace se disgiunto da un cambiamento personale nel modo di fare le cose: ogni disciplina imposta dall'esterno è destinata a generare «come minimo una reazione uguale e contraria». «La sola disciplina efficace è l'autodisciplina», il cambiamento deve essere graduale e, inizialmente, personale. Tutti i brani dell'album sono esecuzioni registrate dal vivo durante il tour che vide Fripp viaggiare tra Canada e USA, dall'aprile all'agosto 1979. Nelle parole di Fripp: «Questo album inizia dove God Save the Queen era terminato. In modo simile, l'album The League of Gentlemen è una continuazione del mio interesse nella musica dance originariamente presentato su Under Heavy Manners».
Le Frippertronics comparvero anche su Exposure (1979), primo album da solista di Fripp, e su dischi di altri artisti come il secondo album di Peter Gabriel (1978) e Sacred Songs di Daryl Hall, (registrato nel 1977 e pubblicato nel 1979) entrambi prodotti dallo stesso Fripp. In questi casi, il chitarrista "applica" (secondo la sua terminologia) ad alcuni brani le Frippertronics registrate in precedenza nelle sue performance o, nel caso di brani come Urban Landscape (inclusa sia in Exposure che in Sacred Songs) e Water Music II (ancora da Exposure), le propone in forma "pura".
Le Frippertronics appaiono anche in produzioni discografiche successive, come sull'album Live! (1986) di Fripp e the League of Crafty Guitarists, nel quale Il brano The New World consiste in un assolo di chitarra elettrica eseguito da Fripp su una base di Frippertronics.
A partire dalla seconda metà degli anni ottanta, Fripp incominciò a impiegare unità delay digitali in luogo dei registratori a bobina, ma continuò a utilizzare il termine Frippertronics fino al 1994: ad esempio sulle note di copertina di tre album da lui realizzati in collaborazione con David Sylvian: Gone to Earth (1986) The First Day (1993) e Damage (1994).

### Soundscapes
Dal 1994 in poi, Fripp adottò per questo tipo di performance il termine soundscapes, ideato dal compositore canadese Raymond Murray Schafer nel 1968 per esporre la sua teoria di "ecologia acustica" e traducibile in italiano come "paesaggi sonori". La prima comparsa del termine soundscapes su un disco di Fripp risale all'album 1999 - Soundscapes Live in Argentina (1994). Dal punto di vista tecnico, le soundscapes di Fripp si distinguono dalle Frippertronics per l'uso di più unità delay a campionamento digitale su ciascuna delle quali il chitarrista può intervenire in tempo reale durante l'esecuzione, ad esempio per modificarne a piacimento il tempo di ritardo o cancellare parti dei loop, nonché per l'uso di un pick-up MIDI che consente di interfacciare la chitarra con sintetizzatori o campionatori e produrre perciò virtualmente suoni di qualsiasi tipo.

## Album con Frippertronics
- Robert Fripp e Brian Eno, (No Pussyfooting), LP (1973)
- Brian Eno, Discreet music, LP (1975)
- Brian Eno e Robert Fripp, Evening star, LP (1976)
- Robert Fripp, God save the Queen/Under heavy manners, LP (1980), EG records
- Robert Fripp, Let the power fall, LP (1981), EG records
- Robert Fripp, Network, LP (1985), EG records
- Robert Fripp and the League of Crafty Guitarists - Live!, LP (1986), EG records
- David Sylvian, Gone to Earth, LP (1986)